# Смирительная рубашка (фильм)
«Смирительная рубашка» (англ. Strait-Jacket) — американский психологический триллер режиссёра Уильяма Касла, вышедший на экраны в 1964 году.
Сценарий фильма написал автор Роберт Блох, автор сценария знаменитого триллера Альфреда Хичкока «Психо» (1960). Блох написал для Касла ещё один сценарий — для фильма «Приходящий по ночам» (1964). «В этой страшной кровавой истории в стиле „Психо“ Роберт Блох даёт современную трактовку истории Лиззи Борден». Фильм рассказывает о женщине, проведшей 20 лет в психиатрической больнице после того, как она зарубила топором своего мужа и его любовницу. Выйдя на свободу, она приезжает в дом к своему брату, который воспитывает её дочь, после чего начинается серия жестоких убийств топором.
Главную роль в фильме сыграла знаменитая голливудская звезда 1930-40-х годов Джоан Кроуфорд, переживавшая короткое возрождение после нескольких лет забвения. После успеха фильма Роберта Олдрича «Что случилось с Бэби Джейн?» (1962) в 1960-е годы Кроуфорд и другие стареющие звёзды первой величины, в частности, Бетт Дейвис и Барбара Стэнвик, снялись в серии обративших на себя внимание низкобюджетных фильмов ужасов. Фильм «Смирительная рубашка» стал одним из наиболее заметных примеров жанра, который получил название «психо-бидди» или «Гран-Гиньоль с дамой». Кроуфорд продолжила работу в этом жанре, а Касл продолжил работать со стареющими звёздами, сняв Кроуфорд ещё раз в фильме «Я видела, что вы сделали» (1965), а также снял Барбару Стэнвик и Роберта Тейлора в «Приходящем по ночам» (1964).
По свидетельству кинокритика Фрэнка Миллера, «благодаря рекламной кампании с участием Кроуфорд, „Смирительная рубашка“ стала большим хитом, однако критики не были настолько восхищены фильмом, как поклонники».

## Сюжет
Богатая фермерша Люси Харбин (Джоан Кроуфорд) неожиданно возвращается из командировки домой, где застаёт своего молодого красивого мужа (Ли Мэйджорс) в постели с любовницей. Обезумев, она хватает топор и отрубает любовникам головы на глазах своей 6-летней дочери Кэрол. Люси признают невменяемой и помещают в психиатрическую клинику, а её бездетный брат Билл Катлер (Лейф Эриксон) с женой Эмили (Рошель Хадсон) берут Кэрол (Дайан Бейкер) на воспитание и переезжают на другую ферму.
Двадцать лет спустя Люси выходит из лечебницы и приезжает на ферму к брату. Её встречает Билл с женой и Кэрол, которая занимается скульптурой и, в частности, изготовила очень точный бюст матери. Кэрол встречается с живущим неподалёку богатым молодым красавцем Майклом Филдсом (Джон Энтони Хейс).
Кэрол не довольна старческим и неряшливым видом матери, и уговаривает её принять облик, который был у неё 20 лет назад. По совету дочери мать накладывает макияж, надевает чёрный парик, лёгкое молодёжное платье и звенящую бижутерию. При знакомстве с Майклом Люси неприлично обнимает его и начинает с ним заигрывать.
Вскоре для профилактического осмотра приезжает бывший лечащий врач Люси, доктор Андерсон, что приводит Люси в состояние полной паники. После беседы с Люси доктор говорит Кэрол, что у него вызывает беспокойство состояние его бывшей пациентки. Перед отъездом доктор заходит в один из сараев, где кто-то неожиданным ударом сзади отрубает ему голову. Через некоторое время Люси говорит Кэрол, что доктор уехал, но девушка, увидев машину доктора во дворе, прячет её в гараже. На следующий день Кэрол видит, как их подозрительный наёмный работник Лео (Джордж Кеннеди) перекрашивает машину. На вопрос, что он делает, Лео отвечает, что эта машина его. Кэрол увольняет его, но он отказывается уходить, угрожая тем, что расскажет всем, что обнаружил тело доктора Андерсона в холодильнике, где хранятся туши животных. Люси слышит этот разговор, а некоторое время спустя работника находят зарубленным топором.
Тем же вечером Люси вместе с Кэрол и четой Катлеров едет знакомиться с семьёй Филдс. Оставшись с родителями Майкла наедине, Люси говорит о том, что Кэрол и Майкл, вероятно, скоро поженятся, однако мать Майкла (Эдит Этуотер) категорически отвергает такую возможность. Это приводит Люси в нервно-возбуждённое состояние, она заявляет, что ничего не остановит этот брак, и выбегает из дома.
Вскоре, когда мистер Филдс (Говард Сент-Джон) поднимается в свою спальню на втором этаже, кто-то убивает его топором. Миссис Филдс слышит шум наверху и поднимается в его комнату. На неё набрасывается женщина, которая выглядит как Люси, и пытается убить её. В этот момент в комнату вбегает ещё одна женщина, которая также выглядит как Люси, и между двумя «Люси» начинается яростная драка. В ходе драки настоящая Люси срывает со своей противницы парик и маску, и оказывается, что это Кэрол.
Выясняется, что Кэрол запланировала убийство Филдсов давно, после того, как узнала, что они возражают против её брака с Майклом. Чтобы отвести от себя подозрения, она решила подставить вышедшую из больницы мать, как будто та не излечилась от своей болезненной страсти убивать топором. Она заставила мать приобрести точно такой же облик, какой у неё был во время убийства мужа, и сделала точно такой же облик и для себя, купив те же самые наряды и изготовив в скульптурной мастерской маску, точно копирующую голову матери. Далее она стала провоцировать мать на необдуманные нервические поступки, чтобы у окружающих сложилось мнение, что Люси всё ещё безумна, и что именно она убила родителей Майкла.
Кэрол задерживает полиция, и после обследования её помещают в психиатрическую клинику. Люси понимает, что Кэрол, вероятно, сошла с ума ещё в детстве, когда стала свидетельницей убийства, совершённого Люси. Считая себя виноватой в том, что её не было рядом с дочерью, когда та в ней так нуждалась, она покидает дом Катлеров и отправляется в клинику ухаживать за Кэрол.

## В ролях
- Джоан Кроуфорд — Люси Катлер Харбин
- Дайан Бейкер — Кэрол Харбин
- Лейф Эриксон — Билл Катлер
- Джордж Кеннеди — Лео
- Ли Мэйджорс — Франк Харбин
- Говард Сент-Джон — Рэймонд Филдс
- Эдит Этуотер — миссис Филдс
- Джон Энтони Хейс — Майкл Филдс
- Рошель Хадсон — Эмили Катлер

## Создание фильма
Как написал Фрэнк Миллер на Turner Classic Movies, «после нескольких успешных низкобюджетных фильмов для студии „Коламбиа“, Касл объединил силы с Робертом Блохом, роман которого „Психо“ вдохновил многочисленные фильмы в жанре психологический хоррор… Касл чувствовал, что сценарий Блоха… был настолько силён, что не требовал специальных рекламных трюков». А, получив возможность снять Джоан Кроуфорд, он решил воспользоваться шансом, чтобы «поднять уровень своих низкобюджетных эксплуатационных фильмов ужасов», однако так и не добился увеличения финансирования, на которое рассчитывал. Тем не менее, ему удалось сделать фильм, «который сегодня классифицируется как своеобразная наивная классика».
Далее Миллер пишет: «Кроуфорд проявила интерес к съёмкам в этом фильме после недавнего успеха готического хоррора „Что случилось с Бэби Джейн?“, и сам факт её участия придал фильму достаточный кассовый потенциал, позволивший Каслу выпустить фильм без обычного для себя рекламного трюка». В свою очередь, Кроуфорд «потребовала кардинальным образом переработать сценарий, чтобы сделать эту картину „фильмом Джоан Кроуфорд“»… Также по её желанию, на роль Кэрол была приглашена Дайан Бейкер, которая играла с Кроуфорд в фильме «Самое лучшее» (1959), а заодно был дописан дополнительный эпилог, в котором Люси раскрывает брату замысел Кэрол.
Поскольку Кроуфорд была замужем за одним из топ-менеджеров компании «ПепсиКо» Альфредом Стилом (он умер в 1959 году), она была близка к руководству компании и даже входила в совет директоров, всячески содействуя продвижению «Пепси-колы» на рынке. В этой связи, по просьбе Кроуфорд, упаковка «Пепси-колы» несколько раз «подчёркнуто демонстрируется на экране в сценах на кухне… Она также убедила снять вице-президента „ПепсиКо“ Митчелла Кокса в роли психиатра, хотя большинство критиков посчитала его игру до смешного неуместной».
В итоге Касл «решил не использовать никаких рекламных трюков, однако не смог отказать себе в удовольствии выдать на премьере зрителям пластмассовые топорики с искусственными пятнами крови». Другая шутка Касла появляется уже после завершения фильма, когда на экране демонстрируется особый вариант логотипа студии «Коламбиа пикчерс» с обезглавленной Статуей свободы, отрубленная голова которой лежит у её ног, а факел не сияет.

## Оценка фильма критикой
Как написал Миллер, «с шоковым фильмом» «Смирительная рубашка» Уильям Касл осуществил свой первый набег на территорию, которую драматург Скай Гилберт назвал «готическим хоррором с камбэком возрастной звезды». Дональд Гуариско отмечает, что фильм «может разочаровать того, что ожидает увидеть серьёзное шокирующее кино, но доставит удовольствие каждому, кто любит страхи в их самом старомодном и наивном варианте».
В целом многие критики оценили фильм негативно. Босли Кроутер в «Нью-Йорк таймс» даже назвал его «отвратительной чепухой», продолжив: «История совершенно нездоровая, психологически и драматически, а постановка и производство Уильяма Касла находятся на самом дешёвом, низкопробном уровне. Единственной потенциальной публикой для этой мелодраматической чепухи будут те, кто любит омерзительное насилие (которого здесь полно) и тупую, шокирующую нервную дрожь» . Журнал «TimeOut» также назвал фильм «в целом ужасным», хотя и отметил, что «поклонники Джоан не будут разочарованы» . С этим мнением согласен и Деннис Шварц, написавший, что «фильм не назовёшь хорошим, но Джоан оправдывает своё присутствие, сыграв в приятном манерном стиле», заключив, что «этот фильм предназначен исключительно для фанатов Джоан Кроуфорд». Миллер также подчеркнул значимость участия Кроуфорд, написав, что фильм «продолжает расти в популярности, особенно, среди ориентированных на манерность поклонников Кроуфорд, которым доставляет удовольствие смотреть на её образ 1940-х годов, в фильме она выглядит как загулявшая в городе Милдред Пирс».
Многие критики намекали на то, что фильм пытается эксплуатировать темы, образы и технические приёмы некоторых других, чрезвычайно популярных триллеров своего времени. Так, Гуариско отметил, что "этот винтажный шоковый фильм Уильяма Касла сделан под вдохновением от «Психо», «Что случилось с Бэби Джейн?» и старых мелодрам Джоан Кроуфорд, таких как «Милдред Пирс», завершив характеристику словами, что «результат слишком вторичен, чтобы считаться классикой, но его смесь старомодных страшилок и сюрреалистических шоков доставляют много удовольствия».
Журнал Variety отметил, что фильм «может навевать воспоминания о старом добром Блохе», а именно о «Психо», который (включая инструмент убийства — топор) во многом пересекается с этим фильмом, также как и о нашумевшем деле Лиззи Борден, указав, что «Блох обеспечил вызывающие ужас составляющие продюсеру-режиссёру Уильяму Каслу для изготовления порции рубленого рагу… Головы по настоящему катятся в этой истории, которая берёт начало с двойной топорной работы по изменяющему мужу и его подружке». TimeOut назвал фильм «мошеннической переработкой „Что случилось с Бэби Джейн?“, дающей волю Кроуфорд для ещё одного припадка безудержной само-пародии». Примерно такого же мнения придерживается и Шварц, написав, что «Роберт Блох написал сценарий этого фильма ужасов для Джоан Кроуфорд, обновив историю Лиззи Борден и позволив ей сделать само-пародию в стиле киноактрисы 1940-х», завершив характеристику словами, что "история скорее вычурна, чем страшна или напряжённа, и слишком вторична по отношению к «Психо» и «Что случилось с Бэби Джейн?»
По мнению ряда критиков, фильм обращает на себя внимание, прежде всего, сценарием Блоха и игрой Кроуфорд. Гуариско отмечает, что «сценарий… держится на „неожиданном“ финале, который современным зрителям будет несложно разгадать заранее, но сам сюжет предлагает достаточно сюжетных поворотов и сочный текст, чтобы сделать фильм увлекательным». Люсинда Рэмси отмечает, что «сильная игра Кроуфорд и отлично выстроенный саспенс являются самыми лучшими составляющими фильма, а рубка топором спасает действие, когда сюжет начинает слишком замедляться».
Игра Кроуфорд вызвала довольно противоречивые оценки. Гуариско пишет: «Главное внимание в фильме привлекает к себе Джоан Кроуфорд, которая неистовствует в своей роли со всей энергией, которую только могут ожидать поклонники её вычурности и манерности», подводя итог словами, что «Кроуфорд не просто пережёвывает свои сцены, она полностью заглатывает их». Гуариско также отмечает, что хотя "весь фильм — это шоу Кроуфорд, но Дайан Бейкер обеспечивает плотную поддержку как её прикидывающаяся дочь, а Джорджу Кеннеди удаётся украсть несколько сцен в роли неопрятного наёмного работника, попытка которого к шантажу оказывается фатально проваленной. Журнал Variety также отмечает, что «Кроуфорд хорошо исполняет свою роль, давая энергичную игру, а Бейкер красива и истерически удовлетворительна как её дочь». Миллер написал, что «многие отдавали Кроуфорд должное, отметив, что она сыграла лучше, чем предлагал ей сценарий. Тем не менее, некоторые обратили внимание на то, что тяжёлый мелодраматизм (Кроуфорд) не мог скрыть того факта, что 60-летняя звезда играла 29-летнюю в начале фильма, а оставшуюся часть предстала в образе 49-летней женщины», обратив также внимание на то, что «многие с грустью отметили её падение со статуса студийной звезды до появлений в низкобюджетных хоррор-фильмах». Кроутер в «Нью-Йорк таймс» вообще очень негативно оценил её игру, написав, что «в своё время Джоан Кроуфорд наделала немало халтуры, довольно кислой халтуры, но „Смирительная рубашка“ близка к худшей среди них».
Режиссёрская работа Касла также получила неоднозначные отклики. Так, Гуариско написал, что фильм «выигрывает от энергичной режиссёрской работы Уильяма Касла, который ставит сцены убийств с устрашающим напором» и вводит в действие некоторые шутливые и озорные моменты, «чтобы удержать мелодраматический сюжет от перезрелости». Миллер продолжает: «Поклонники фильма также получат удовольствие от фирменных приёмов Касла, начиная от неубедительных сцен убийств с очевидными манекенами (звук топора, отрубающего головы, на самом деле был звуком разрубаемого надвое арбуза) вплоть до великолепной шутки в финале, где Статуя Свободы на логотипе Columbia Pictures оказывается без головы».
Журнал Variety посчитал, что «часть постановочной работы Касла выполнена зажато и механически, но большинство убийств выстроены со саспенсом и холодящим ужасом», а TimeOut обратил внимание на то, что «на этот раз нет фирменных приёмов Касла, потому что менеджеры театров устали от его дешёвых трюков». Шварц подводит итог трюкаческому рекламному стилю Касла словами: «В то время, как режиссёр шока и барахла Уильям Касл успокаивается от своего фирменного трюкаческого подхода, но по-прежнему использует некоторые свои дешёвые уловки в рекламе: зрители во время первоначального проката фильма получали маленькие картонные топорики в качестве сувениров».